# ザ・ホーンティング・オブ・ブライマナー
『ザ・ホーンティング・オブ・ブライマナー』（原題: The Haunting of Bly Manor）は、2020年に配信されたアメリカ合衆国のテレビドラマシリーズ。ドラマ『ザ・ホーンティング・オブ・ヒルハウス』の続編にあたる作品で、世話係として古い館に移り住んだ女性ダニの戦慄の体験を描く。原作・制作はマイク・フラナガン、出演はヴィクトリア・ぺドレッティ、オリヴァー・ジャクソン＝コーエン、アメリア・イヴなど。2020年10月9日にNetflixオリジナル作品として全世界へ配信された。

## あらすじ
アメリカ人で教師のダニは、両親を亡くした2人の子供フローラとマイルズの世話係としてロンドンの古い館に移り住む。希望と不安を胸に新生活を始めるが、やがて戦慄の事態に巻き込まれていく。

## キャスト

### メイン
ダニ
演 - ヴィクトリア・ぺドレッティ、日本語吹替 - 庄司宇芽香
ピーター
演 - オリヴァー・ジャクソン＝コーエン、日本語吹替 - 高橋英則
ジェイミー
演 - アメリア・イヴ、日本語吹替 - 白石涼子
ハナ
演 - タニア・ミラー、日本語吹替 - 反町有里
ブライの館に勤務する家政婦。使用人たちの中では古参にあたる。
オーウェン
演 - ラフル・コーリ、日本語吹替 - 玉木雅士
レベッカ
演 - タヒラ・シャリフ、日本語吹替 - 永宝千晶
フローラ
演 - アメリー・ビー・スミス、日本語吹替 - 菅野真衣
マイルズ
演 - ベンジャミン・エヴァン・エインズワース、日本語吹替 - 小田切優衣
ヘンリー
演 - ヘンリー・トーマス、日本語吹替 - 内田直哉
フローラとマイルズの叔父

### リカーリング
ヴァイオラ
演 - ケイト・シーゲル、日本語吹替 - 園崎未恵
ブライの館の女主人。故人。
Perdita Willoughby
演 - キャサリン・パーカー、日本語吹替 - 弓場沙織
Charlotte Wingrave
演 - アレックス・エッソー
Dominic Wingrave
演 - マシュー・ホルネス
The Storyteller
演 - カーラ・グギノ、日本語吹替 - 藤本喜久子

## エピソード
| シーズン | シーズン | 話数 | 話数 | 放送期間      | 放送期間      |
| -------- | -------- | ---- | ---- | ------------- | ------------- |
|          | 1        | 9    | 9    | 2020年10月9日 | 2020年10月9日 |

＊各シーズン全話一斉配信

### シーズン1
1. いとよき所
2. 教え子を観る
3. 二つの顔 前編
4. 過去のいきさつ
5. 死者の祭壇
6. にぎやかな街角
7. 二つの顔
8. ある古衣の物語
9. ジャングルのけもの

## 製作
2019年2月21日、Netflixは本作の製作を発表した。撮影は2019年9月30日に始まり、2020年2月21日に終了した。

## 評価

### 批評
本作は批評家から好意的な評価を受けている。批評集積サイトのRotten Tomatoesには58件のレビューがあり、批評家支持率は88%、平均点は10点満点で7.4点となっている。また、Metacriticには11件のレビューがあり、加重平均値は65/100となっている。